# Aplit

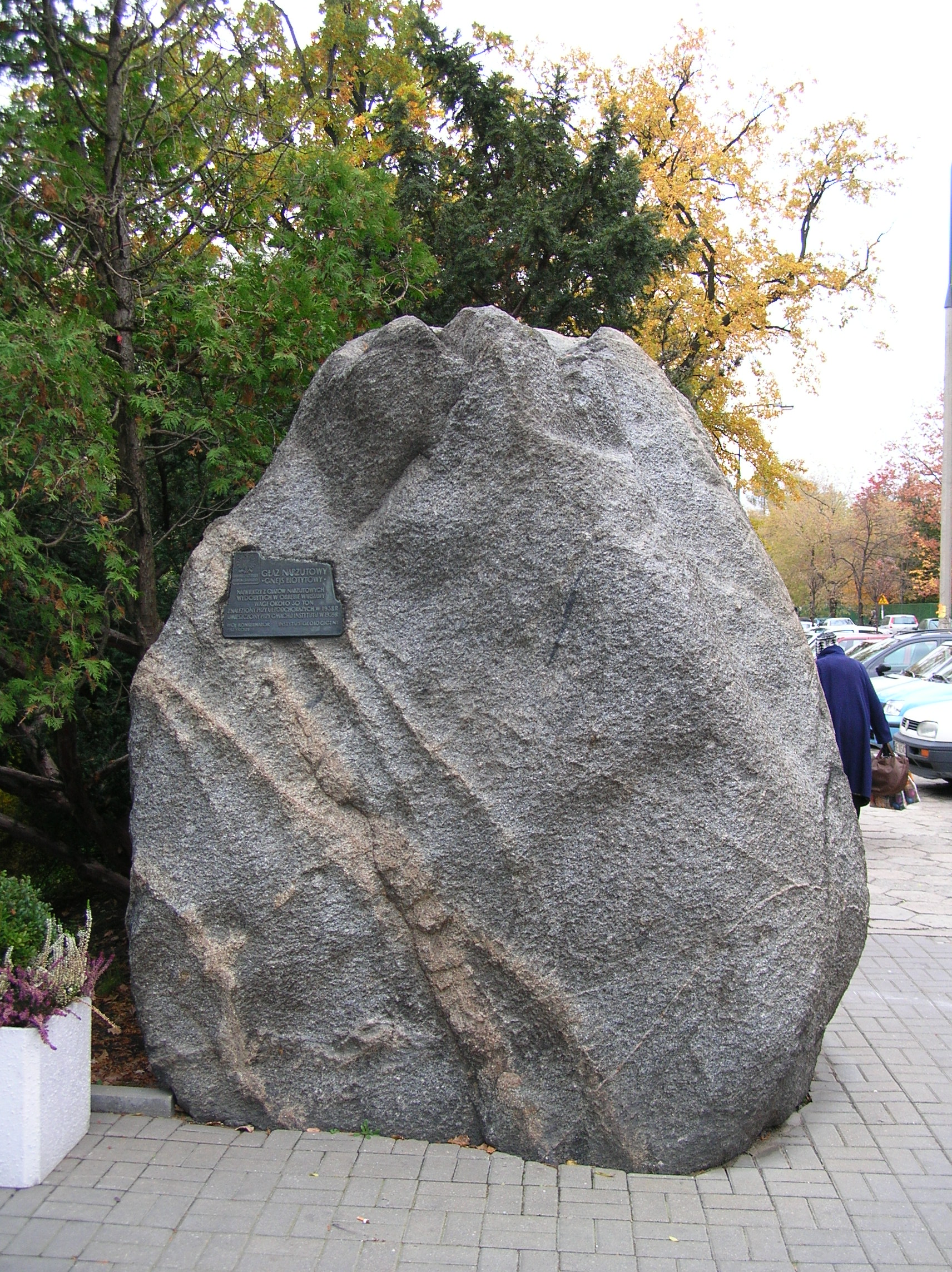
Gnejs biotytowy, z żyłami aplitowymi przed wejściem do Państwowego Instytutu Geologicznego w Warszawie

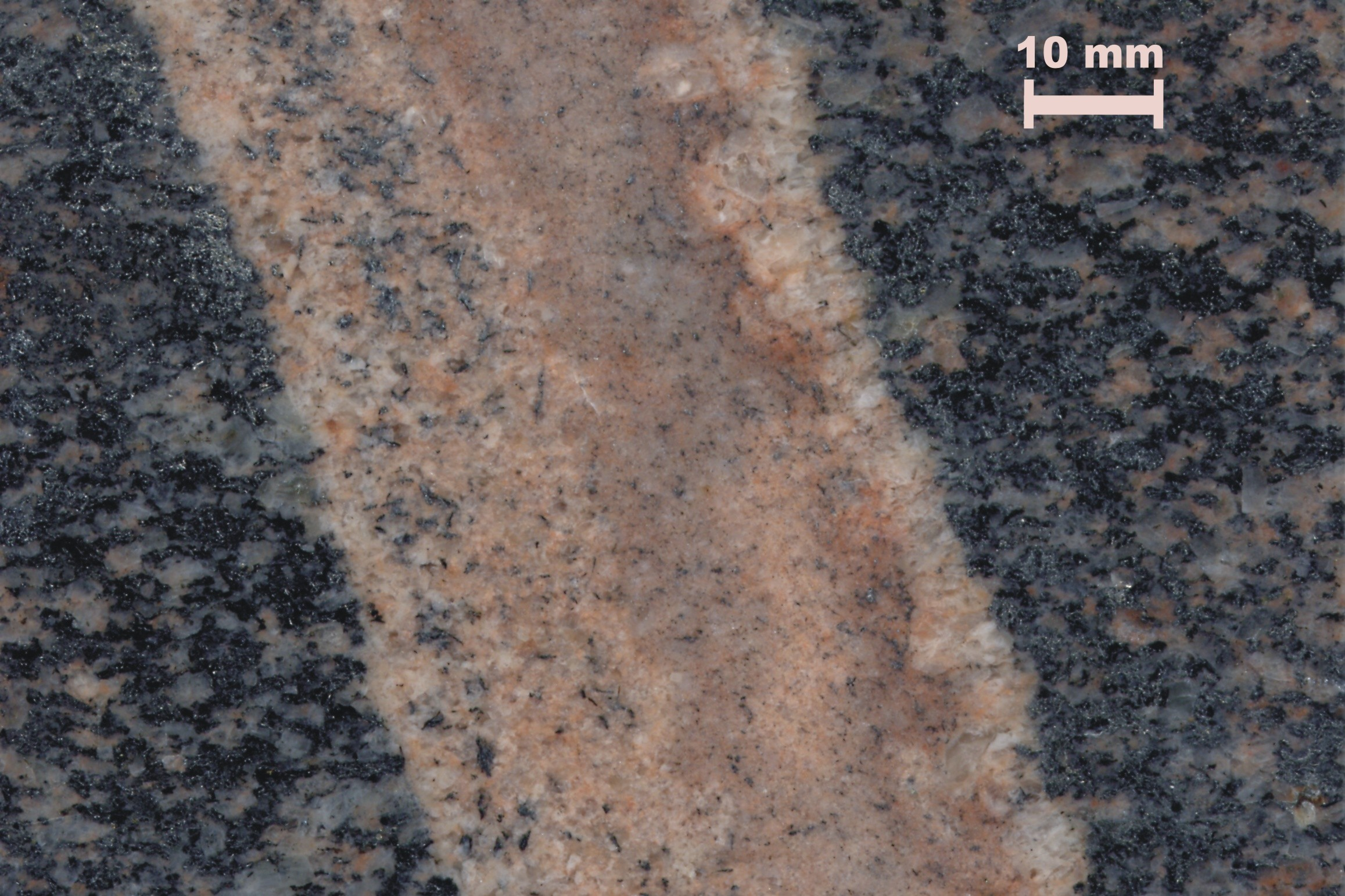
Żyłka aplitu

Aplit – głębinowa, najczęściej kwaśna skała magmowa, tworząca żyły, czasem gniazda, o składzie granitoidu, ale uboższa w minerały maficzne. Występuje w granitoidach oraz skałach ich osłony.

## Wygląd i właściwości
Jest to jasna skała magmowa o budowie bardzo drobno- i drobnoziarnistej, (poniżej 2mm) najczęściej równoziarnistej, posiada teksturę fanerokrystaliczną. Świeża powierzchnia skały jest nieco ,,cukrowata" (podobna do przełamanej kostki cukru.
Często tworzy intruzje. 

## Skład mineralny
Główne minerały, które wchodzą w skład aplitu to: kwarc, skalenie, a podrzędnie muskowit i rzadziej biotyt. Czasami aplity tworzą zewnętrzną partię ciał pegmatytowych.  

## Występowanie
W Polsce aplity pospolicie występują w masywach granitowych oraz w skałach ich otoczenia.